# BRASH BOY
『BRASH BOY』は、HOUND DOGが1983年7月1日にリリースした5枚目のオリジナル・アルバム。1年3か月ぶりの新作。

## 解説
2nd,3rd,4thと大きく違う点は、1st以来久々に楽曲制作に外部の作家が一切入らず、後々の基本スタイルとなる、大友康平による作詞、八島順一・蓑輪単志による作曲の組合せが始まったアルバムであること。先行シングルは「STILL!」。後の彼らの代表曲となる「ラスト・ヒーロー」も含まれた全11曲。
1993年11月2日に初の日本武道館でのコンサートが決まっていたので、メンバーがエネルギーに満ちて100曲近い曲を作り、その中からアルバム収録曲を選んだ。
また、大友康平がプロデュースするとともに、吉野金次にサウンド・プロデュースを依頼したことでこれまでのアルバムから音が変化した。

## 収録曲
全編曲：Hound Dog
1. ラスト・ヒーロー　[4:09]
  - 作詞：大友康平
  - 作曲：八島順一・蓑輪単志
2. GoGo!サタデイナイト　[3:10]
  - 作詞：大友康平
  - 作曲：八島順一
3. Only One More Kiss　[4:32]
  - 作詞・作曲：八島順一
4. FENを聞きながら　[3:23]
  - 作詞・作曲：藤村一清
  - 曲中で女性アナウンサーが言及している「11月2日の日本武道館公演」は実際に開催された[4]
5. ジェラス・ガイ　[4:26]
  - 作詞：大友康平
  - 作曲：蓑輪単志
6. No More Rock'n Roll (ロックンロールはもうたくさん)　[3:21]
  - 作詞：大友康平
  - 作曲：蓑輪単志
7. ナイト・タイムス　[3:50]
  - 作詞・作曲：藤村一清
8. STILL!　[3:22]
  - 作詞・作曲：八島順一
9. "J"のバラード　[4:55]
  - 作詞・作曲：八島順一
10. シェイキン・ストラット　[3:21]
  - 作詞：大友康平
  - 作曲：蓑輪単志
11. Midnight Boogie　[3:40]
  - 作詞・作曲：大友康平

## ミュージシャン
- 大友康平：リードボーカル
- 八島順一：ギター
- 高橋良秀：ギター
- 蓑輪単志：キーボード
- 海藤節生：ベース
- 藤村一清：ドラム